# Saja-Nansa
Saja-Nansa è una comarca della Spagna, situata nella comunità autonoma della Cantabria.